# Andrés Mata Pérez
Andrés Eduardo Mata Pérez (Valencia, Venezuela, 11 de noviembre de 1992) es un deportista español que compite en halterofilia.
Ganó dos medallas en el Campeonato Europeo de Halterofilia, plata en 2022 y bronce en 2018.
Participó en tres Juegos Olímpicos de Verano, ocupando el sexto lugar en Londres 2012 (categoría de 77 kg), el séptimo en Río de Janeiro 2016 (categoría de 77 kg) y el octavo en Tokio 2020 (categoría de 81 kg).

## Palmarés internacional
| Campeonato Europeo | Campeonato Europeo | Campeonato Europeo | Campeonato Europeo |
| Año                | Lugar              | Medalla            | Categoría          |
| ------------------ | ------------------ | ------------------ | ------------------ |
| 2018               | Bucarest (Rumania) | Medalla de bronce  | 77 kg              |
| 2022               | Tirana (Albania)   | Medalla de plata   | 81 kg              |